# Bovenloop van de Grote Nete met Zammelsbroek, Langdonken en Goor
Bovenloop van de Grote Nete met Zammelsbroek, Langdonken en Goor is een Natura 2000-gebied (habitatrichtlijngebied BE2100040) in Vlaanderen. Het gebied beslaat 4280 hectare en ligt in de vallei van de Grote Nete, in het zuidoosten van de provincie Antwerpen. Het landschap bestaat uit een valleigebied dat zich uitstrekt van de bron tot de middenloop van de Grote Nete met de aanliggende rivierduinen, heide, graslanden, enkele boskernen en de depressies van de Langdonken en het Goor.
In het gebied komen zeventien Europees beschermde habitattypes voor: blauwgraslanden, droge heide, droge heide op jonge zandafzettingen, eiken-beukenbossen op zure bodems, essen-eikenbossen zonder wilde hyacint, glanshaver- en grote vossenstaartgraslanden, heischrale graslanden en soortenrijke graslanden van zure bodems, kalkmoeras, ondiepe beken en rivieren met goede structuur en watervegetaties, open graslanden op landduinen, oude eiken-berkenbossen op zeer voedselarm zand, slenken en plagplekken op vochtige bodems in de heide, valleibossen, elzenbroekbossen en zachthoutooibossen, vochtige tot natte heide, voedselarme tot matig voedselarme verlandingsvegetaties, voedselarme tot matig voedselarme wateren met droogvallende oevers, voedselrijke, gebufferde wateren met rijke waterplantvegetatie, voedselrijke soortenrijke ruigtes langs waterlopen en boszomen.
Er komen negen Europees beschermde soorten voor in het gebied: beekprik, bittervoorn, drijvende waterweegbree, kamsalamander,kleine modderkruiper, laatvlieger, meervleermuis, poelkikker, rosse vleermuis. In de Grote Nete en haar zijbeken vinden we nog trajecten met helder, zuurstofrijk water waarin de grootste populatie van beekprik in Vlaanderen rondzwemt. Ook de kleine modderkruiper en rivierdonderpad komen er voor. In de vennen van het Goor en de Langdonken komt drijvende waterweegbree voor. De Langdonken zijn bovendien de laatste groeiplaats in Vlaanderen van Spaanse ruiter, een typische soort van blauwgraslanden.
Gebieden die deel uitmaken van het Natura 2000-gebied zijn onder andere: Selguis, het Grote Netewoud, Bels Broek, De Vloyen, Griesbroek, Malesbroek, Wilders, Scheps, Keiheuvel, De Most, De Vennen, Trichelbroek, Zammelsbroek, Varendonk, Witbergen, Bel, Scherpenbergen, Langdonken, Het Goor-Asbroek en Prinsenbos.
In het LIFE+-project 'Grote Netewoud' wil men de verschillende natuurgebieden opnieuw met elkaar verbinden en waar mogelijk broekbossen herstellen.

## Afbeeldingen

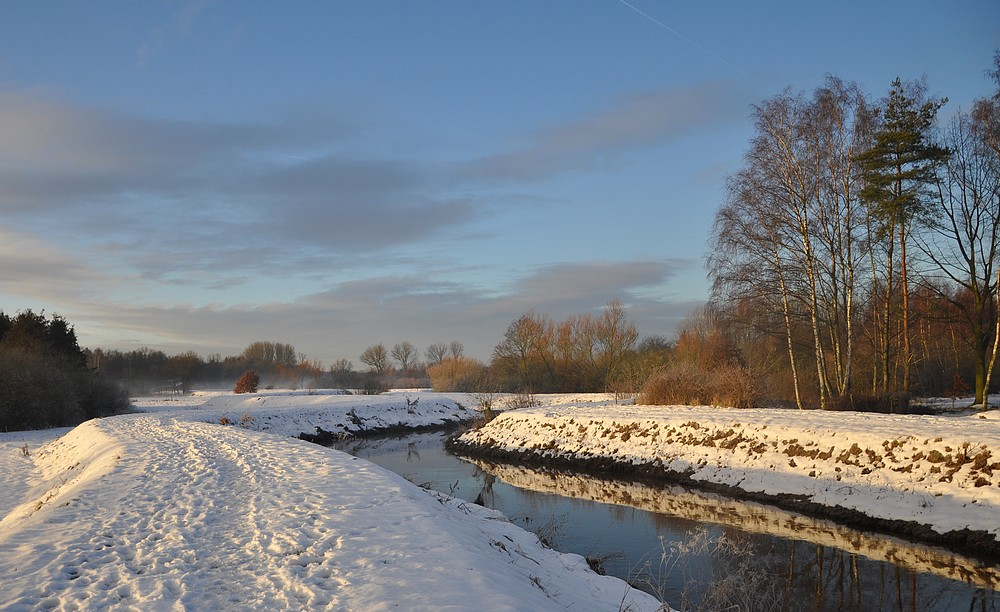
Zammelsbroek
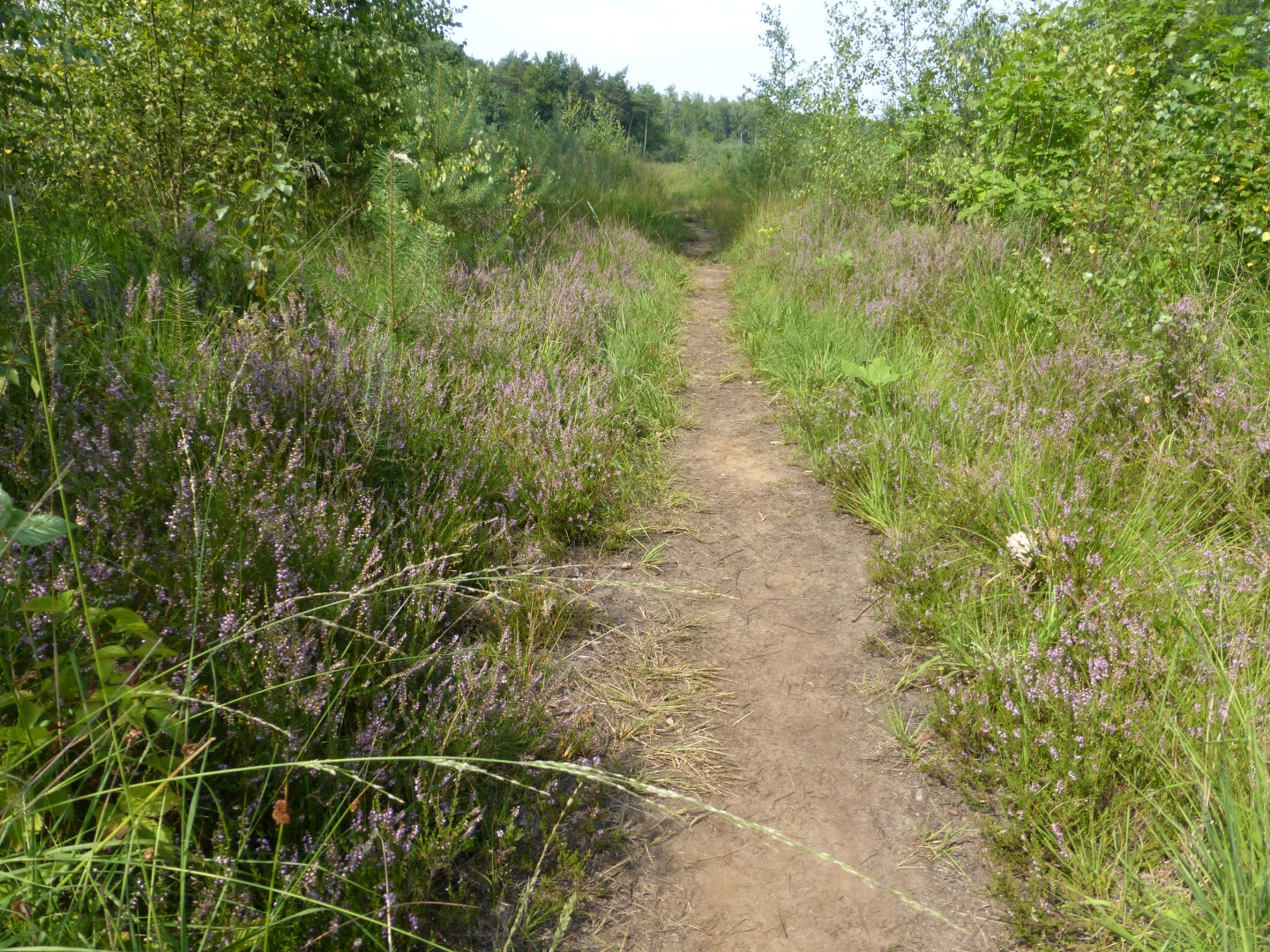
Langdonken
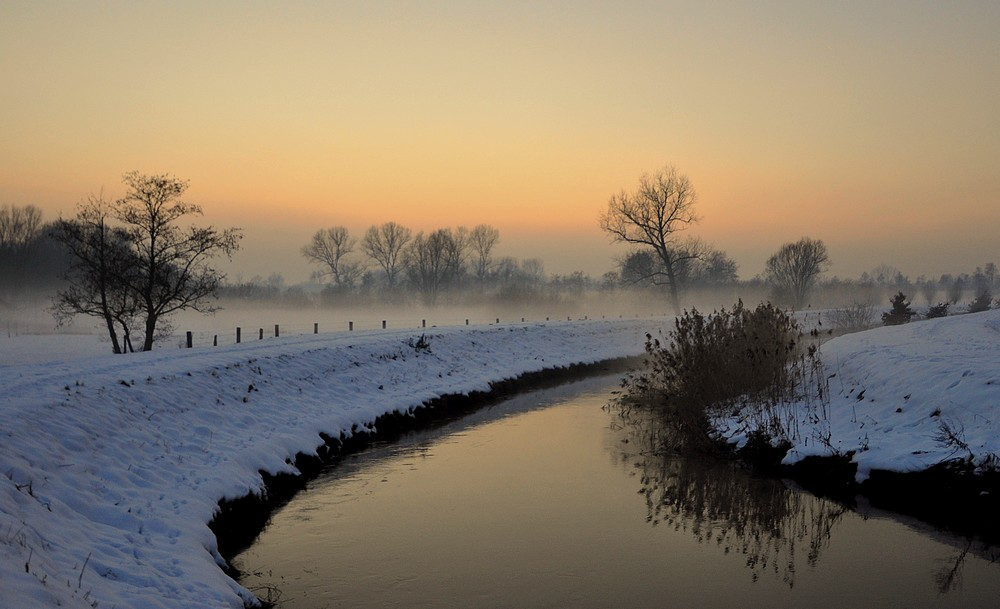
Zammelsbroek
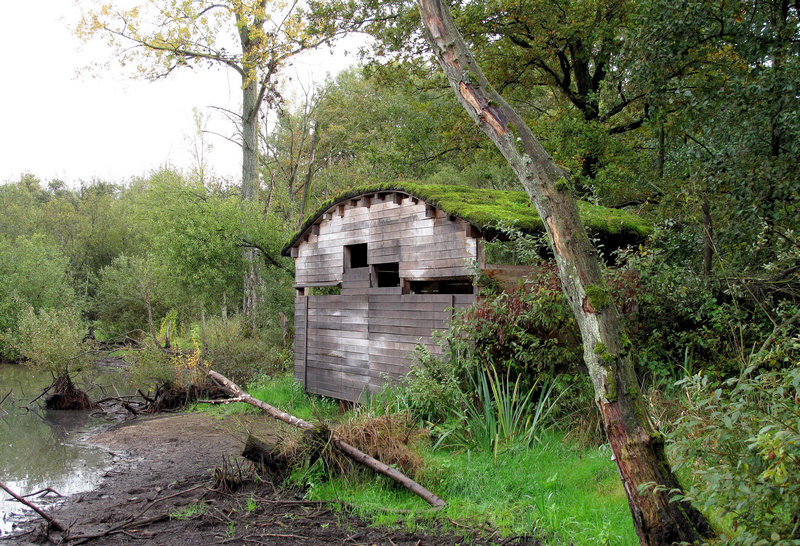
vogelkijkhut in het Trichelbroek
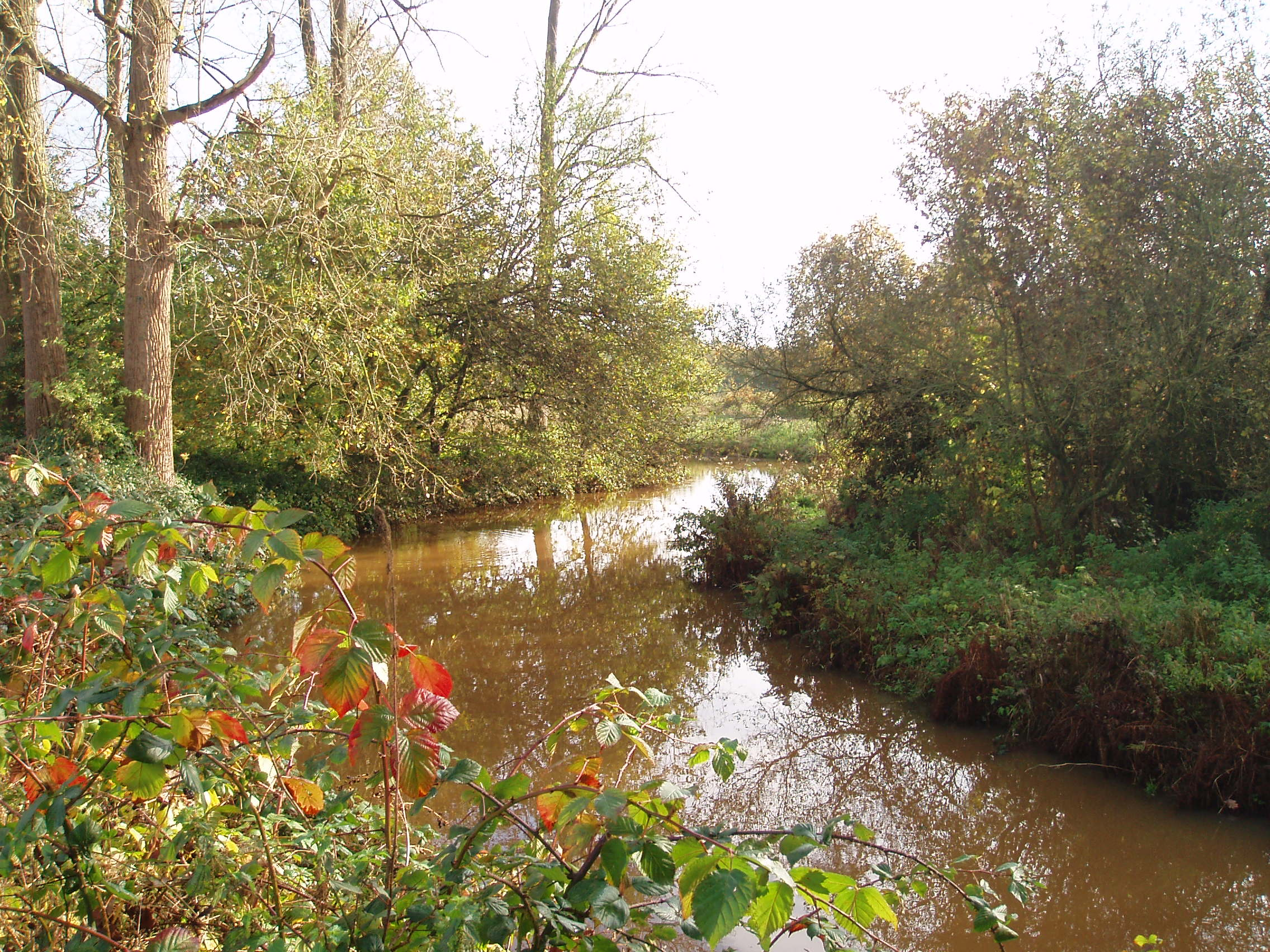
Grote Netewoud
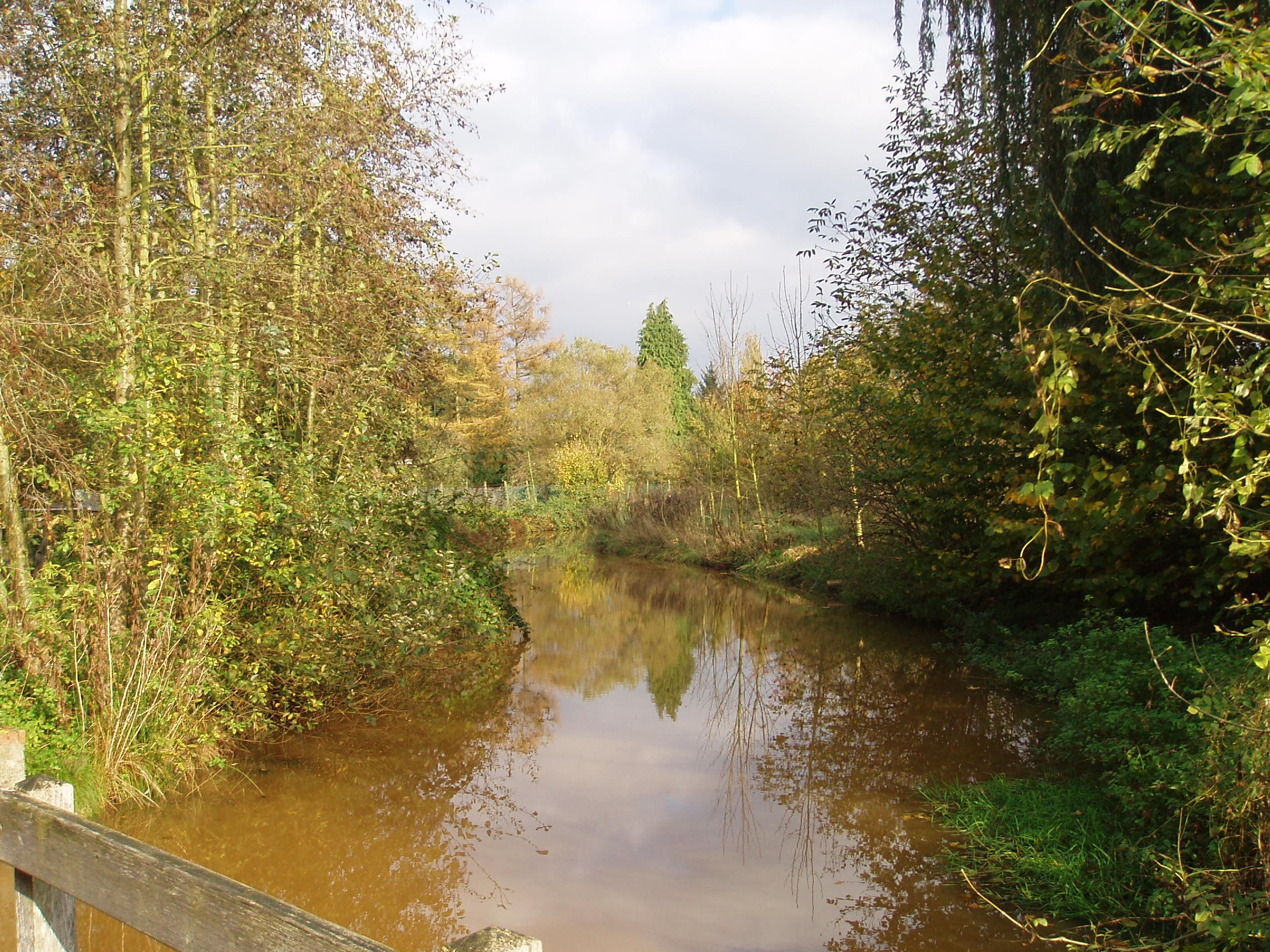
Grote Netewoud
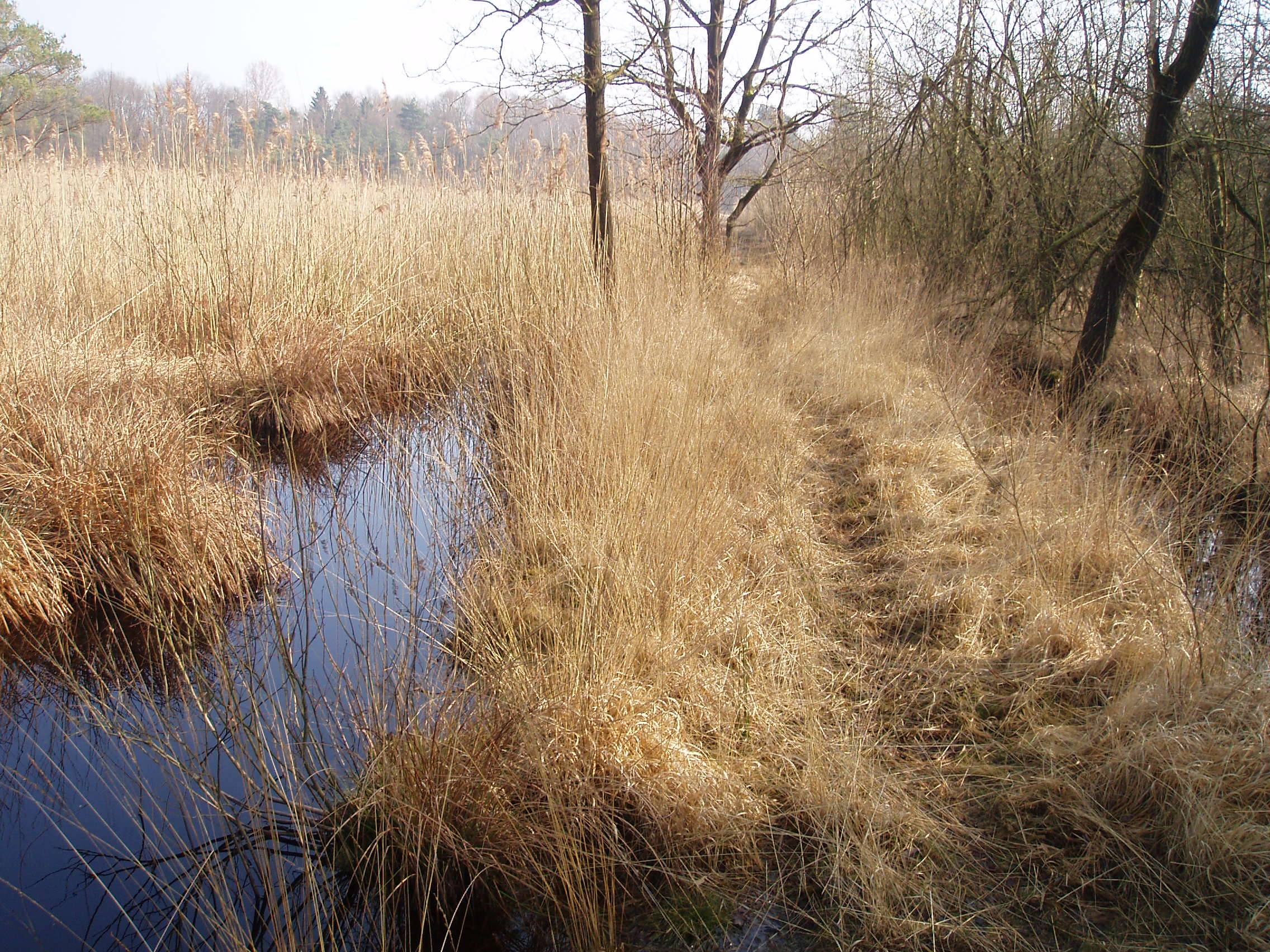
Het Goor-Asbroek
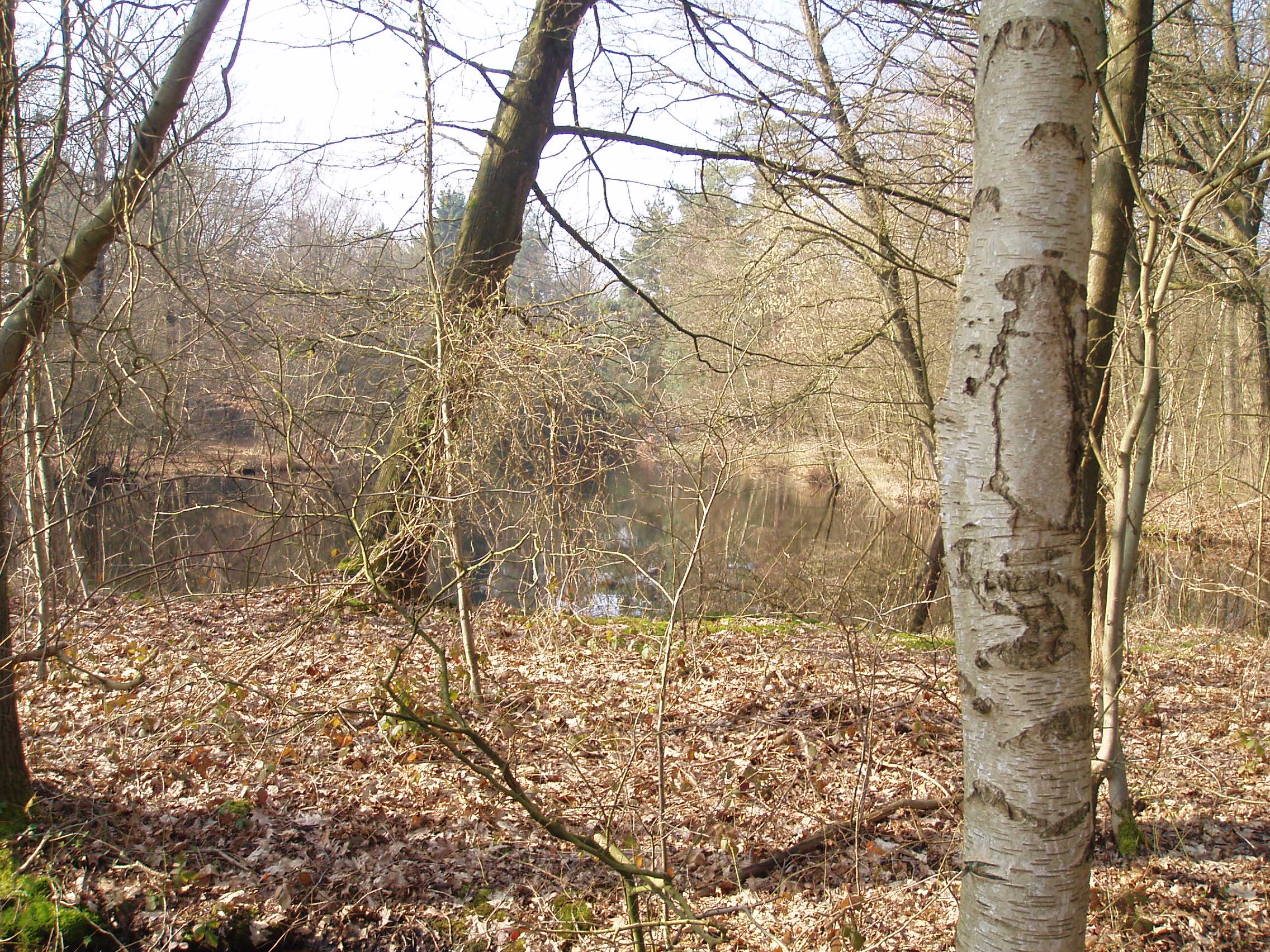
Het Goor-Asbroek